# Kulu Sé Mama
| Recensione                          | Giudizio |
| ----------------------------------- | -------- |
| AllMusic                            | [ 1 ]    |
| Sputnikmusic                        | [ 2 ]    |
| The Rolling Stone Jazz Record Guide | [ 3 ]    |

Kulu Sé Mama è il 20° album discografico di John Coltrane, pubblicato nel 1966.

## Descrizione
Le tracce furono registrate nel corso di tre differenti sedute in studio nel 1965. Welcome fu registrata dal quartetto classico di Coltrane il 10 giugno presso il Van Gelder Studio di Englewood Cliffs, New Jersey, in una sessione che produsse anche Last Blues (pubblicata nel 1998 in Living Space) e Untitled 90314 (pubblicata nel 1978 in Feelin' Good e nel 1998 in Living Space) come anche Transition e Suite (pubblicate nel 1970 in Transition). Coltrane spiegò che Welcome: «È quella sensazione che provi quando finalmente raggiungi una consapevolezza, una comprensione che hai guadagnato attraverso la lotta. È una sensazione di pace. Una gradita sensazione di pace.»
Il 16 giugno il quartetto entrò ai Van Gelder Studios per una seduta di registrazione che produsse Vigil e le due versioni di Dusk Dawn che apparvero successivamente come tracce bonus nella ristampa in CD dell'album. Dalla sessione scaturirono inoltre le tracce Untitled 90320 (pubblicata in Feelin' Good) e Living Space (pubblicata in Feelin' Good, Living Space, e, in una versione con sovraincisioni arrangiate da Alice Coltrane, in Infinity). Secondo Coltrane, Vigil: «Implica vigilanza. Chiunque cerchi di raggiungere la perfezione si trova di fronte a vari ostacoli nella vita che tendono a sviarlo. Qui, quindi, intendo la vigilanza contro elementi che potrebbero essere distruttivi - dall'interno o dall'esterno.» Egli aggiunse: «Non cerco di stabilire gli standard di perfezione di nessun altro. Sento che tutti cercano di raggiungere il loro sé migliore, il loro pieno potenziale e ciò in cui consiste dipende da ogni individuo. Qualunque sia l'obiettivo, muoversi verso di esso richiede vigilanza».
Nel corso dei mesi successivi Coltrane continuò a registrare una serie di album (Ascension, New Thing at Newport, Sun Ship, First Meditations (for quartet), Live in Seattle, Om). Al momento della sessione del 14 ottobre al Western Recorders di Los Angeles, programmata durante un periodo di undici giorni all'It Club, Coltrane aveva aggiunto alla sua band il sassofonista tenore Pharoah Sanders e il polistrumentista Donald Rafael Garrett (che apparvero entrambi in Live in Seattle e Om), oltre al batterista Frank Butler e al cantante e percussionista Juno Lewis. Insieme incisero Kulu Sé Mama (Juno Sé Mama) e Selflessness (quest'ultima apparsa in Selflessness: Featuring My Favorite Things, pubblicato nel 1969).
La traccia Kulu Sé Mama (Juno Sé Mama) fu scritta da Juno Lewis, che aveva incontrato Coltrane attraverso un comune amico quattro giorni prima della seduta di registrazione. Lewis (1931-2002) fu batterista, percussionista, cantante, e compositore. Secondo Jon Thurber del Los Angeles Times, Lewis "mostrò a Coltrane un suo lavoro, Kulu Se Mama, un lungo poema autobiografico che rifletteva l'orgoglio per i suoi antenati e il suo forte senso della tradizione... Coltrane invitò Mr. Lewis in studio a Los Angeles per unirsi alla sua band fissa" per la sessione di registrazione. Kulu Sé Mama (Juno Sé Mama) segnò la prima apparizione di Lewis su disco. Egli cantò in un dialetto afro-creolo da lui chiamato "Entobes" e suonò vari strumenti tradizionali africani. Lewis suonò inoltre le percussioni in Selflessness.

## Tracce

### Tracce edizione LP(1966)
1. Kulu Sé Mama (Juno Sé Mama) – 18:19 (musica: Juno Lewis)
2. Vigil – 9:47 (musica: John Coltrane)
3. Welcome – 5:25 (musica: John Coltrane)

### Tracce bonus edizione CD (2000)
L'edizione del 2000 in CD presentava 3 tracce bonus fino ad allora inedite.
1. Selflessness – 14:49
2. Dusk Dawn – 11:00
3. Dusk Dawn (Alternate Take) – 9:29

## Musicisti
Registrazioni effettuate il 10 e 16 giugno 1965, e il 14 ottobre 1965.
- John Coltrane: sax tenore
- Pharoah Sanders: sax tenore/percussioni (tracce 1 & 4)
- McCoy Tyner: pianoforte (tracce 1, 3-6)
- Jimmy Garrison: contrabbasso (tracce 1, 3-6)
- Donald Rafael Garrett: clarinetto basso/contrabbasso/percussioni (tracce 1, 4)
- Frank Butler: batteria, voce (tracce 1, 4)
- Elvin Jones: batteria
- Juno Lewis: voce, percussioni, guscio di conchiglia, battito di mani (tracce 1, 4)